# Álvaro del Portillo

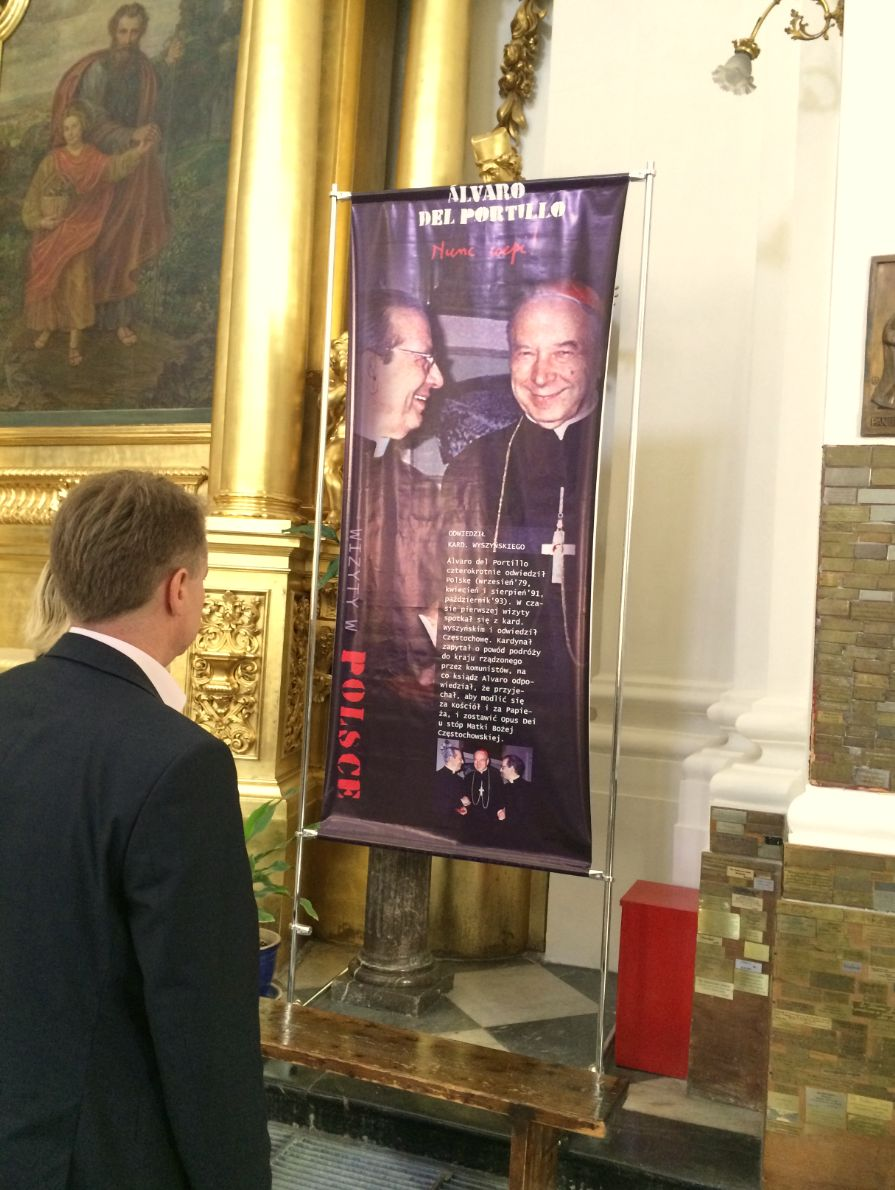
Zdjęcie ze spotkania bł. Álvaro del Portillo z kard. Wyszyńskim podczas swojego pobytu w Warszawie w 1979 r. (Wystawa w kościele Św. Krzyża, październik 2014 r.)

Álvaro del Portillo y Diez de Sollano (ur. 11 marca 1914 w Madrycie, zm. 23 marca 1994 w Rzymie) – hiszpański duchowny katolicki, biskup, błogosławiony Kościoła katolickiego, następca Josemarii Escrivy na czele Opus Dei.

## Życiorys
Należał do Opus Dei od 1935 jako numerariusz. Został wyświęcony na kapłana 25 czerwca 1944 (wraz z José María Hernández Garnica i z José Luis Muzquiz y de Miguel). Był sekretarzem generalnym Opus Dei w latach 1940–1947 oraz 1956–1975, a pomiędzy tymi okresami pełnił funkcję prokuratora generalnego. Uzyskał doktoraty z historii oraz prawa kanonicznego, a także dyplom inżyniera budowy dróg (również z doktoratem).
Był konsultorem różnych dykasterii Stolicy Świętej, m.in. Kongregacji Doktryny Wiary, Kongregacji ds. Duchowieństwa, Kongregacji ds. Kanonizacyjnych i Papieskiej Rady ds. Środków Społecznego Przekazu. Pracował na Soborze Watykańskim II, najpierw jako przewodniczący komisji przed–przygotowawczej ds. świeckich oraz jako konsultor innych komisji. Jego książki: Wierni i świeccy w Kościele (1969) oraz Pisma o kapłaństwie (1970) są w znacznej mierze owocem tych doświadczeń.
15 września 1975 został wybrany następcą prałata Josemaría Escrivy w Opus Dei. Po erygowaniu Opus Dei jako prałatury personalnej został mianowany prałatem. W 1990 został desygnowany na biskupa (ze stolicą tytularną Vita) przez Jana Pawła II, który udzielił mu sakry biskupiej 6 stycznia 1991. Nosił godność Wielkiego Kanclerza Uniwersytetu w Piura (Peru), był inicjatorem powołania uniwersytetu medycznego Campus Bio-Medico w Rzymie. Z jego inicjatywy od 1991 w Rzymie odbywa się międzynarodowe forum Incontro Romano. Zmarł w Rzymie 23 marca 1994. Spoczywa w krypcie kościoła prałackiego NMP Królowej Pokoju w Villa Tevere.
28 czerwca 2012 papież Benedykt XVI zatwierdził dekret o heroiczności cnót bpa Álvaro del Portillo. 5 lipca 2013 papież Franciszek zaaprobował cud przy wstawiennictwie Sługi Bożego bpa Álvaro del Portillo. 27 września 2014 w jego rodzinnym mieście, w dzielnicy Valdebebas, odbyła się jego beatyfikacja. Tego dnia kard. Angelo Amato beatyfikował go w imieniu papieża podczas mszy. w Madrycie.

## Wizyty w Polsce
Alvaro del Portillo odwiedził Polskę cztery razy. Pierwsza wizyta miała miejsce w dniach 3-8 września 1979. Odwiedził Warszawę, Kraków i Częstochowę. W Sanktuarium na Jasnej Górze modlił się o ostateczne rozwiązanie kwestii prawnej Opus Dei. W Warszawie spotkał się z kard. Stefanem Wyszyńskim.
Druga wizyta nastąpiła w dniach 15-19 kwietnia 1991. Kolejny raz spotkał się z prymasem Polski – kard. Józefem Glempem oraz odbył podróż do Szczecina.
W sierpniu tego samego roku miała miejsce trzecia wizyta w Polsce z okazji Światowych Dni Młodzieży w Częstochowie.
Czwarta i ostatnia wizyta miała miejsce w dniach 27-30 października 1993.

## Odznaczenia
- Odznaczony Wielkim Krzyżem Orderu Krzyża Świętego Rajmunda z Penafort (1967)[8].

## Publikacje
- 1969: Fieles y Laicos en la Iglesia. ISBN 978-84-313-0130-9.
- 1990: Escritos sobre el sacerdocio. ISBN 978-84-7118-721-5.
- 1982: Descubrimientos y exploraciones en las costas de California, 1532-1650. ISBN 978-84-321-2189-0.
- 1993: Entrevista sobre el fundador del Opus Dei. ISBN 978-84-321-2972-8.
- 1992: Una vida para Dios: Reflexiones en torno a la figura de Monseñor Josemaría Escrivá de Balaguer. ISBN 978-84-321-2863-9.
- 1988: Estudios sobre Camino. ISBN 978-84-321-2453-2.